# Quinchamalium chilense
El chinchimali o quinchamali (Quinchamalium chilense) Molina es una planta herbácea del género de las Quinchamalium, nativa de Argentina, Bolivia y Chile.